# Buston Rinchen Grub
Buston Rinchen Grub (tyb.: བུ་སྟོན་རིན་ཆེན་གྲུབ་, Wylie: bu ston rin chen grub, ZWPY: Pudoin Rinqênzhub; chiń. 布敦仁欽竹 Bùdūn Rénqīngzhú); ur. 1290, zm. 1364 – tybetański mnich i uczony buddyjski, pisarz i tłumacz.
Urodził się w rodzinie tantryków. W wieku 17 lat wstąpił do klasztoru, zaś w wieku 23 lat został wyświęcony na mnicha. Studiował u najwybitniejszych mistrzów swoich czasów, poznając nauki różnych szkół buddyjskich. W wieku 30 lat został wybrany jedenastym z kolei opatem klasztoru Zhwa lu, związanego z tradycją Sakja.
Był autorem licznych dzieł, z których najważniejszym jest ukończona około 1332 roku historia buddyzmu w Indiach i Tybecie, znana pod tytułem Chos 'byung (Historia Dharmy). Dokonał także usystematyzowania kanonu buddyzmu tybetańskiego, dzieląc go na Kangjur – nauczanie Buddy i Tengjur – komentarze.